# Lorenz Magaard
Lorenz Magaard (* 21. Mai 1934 in Wallsbüll, Deutschland; † 1. Juli 2020 in Honolulu) war ein deutsch-amerikanischer Mathematiker und Ozeanograph, der die Theorie von Wellen im Ozean wesentlich weiterentwickelte und außerdem als Organisator von Lehre und Forschung wichtige Impulse gegeben hat.

## Berufsweg
Lorenz Magaard besuchte von 1944 bis 1955 in Flensburg das Alte Gymnasium und studierte anschließend Mathematik und Physik an der Christian-Albrechts-Universität zu Kiel. Er erhielt 1961 das Diplom und 1963 den Dr. rer. nat. an der Universität Kiel. Nach seiner Diplomprüfung ging er an das Institut für Meereskunde Kiel der Universität (siehe auch GEOMAR Helmholtz-Zentrum für Ozeanforschung Kiel), wo er ab 1961 als wissenschaftlicher Mitarbeiter, ab 1969 als Dozent und ab 1972 als Professor für theoretische Ozeanographie tätig war. 1963 war Magaard Geophysical Fluid Dynamics (GFD) Fellow an der Woods Hole Oceanographic Institution, USA. Im Jahr 1975 wechselte er an die University of Hawaii at Manoa, Honolulu, USA, und arbeitet dort als Professor für Ozeanographie, seit 2009 als Emeritus Professor.

## Wissenschaftliches Werk
Nach dem Start in der Mathematik mit einer Dissertation zur Einbettung Riemannscher Räume in Einstein-Räume und konform-euklidische Räume stand die Theorie ozeanischer Wellen im Mittelpunkt seiner meisten Arbeiten. Während seiner Tätigkeit in Kiel dominierten Studien zu internen Wellen in der geschichteten Ostsee und den zugehörigen Entstehungsprozessen und zum System der Seiches in der Ostsee. Nach seinem Wechsel nach Honolulu erweiterte er die Wellenstudien auf andere Regionen. Andere Forschungsthemen waren die Wirbelenergie im Ozean und Scherungsinstabilitäten im Westpazifik. Seine Veröffentlichungsliste enthält sieben Beiträge zu Büchern und 38 Artikel in begutachteten Zeitschriften. In der Lehre behandelte er in Kiel und in Honolulu Oberflächen- und interne Wellen im Ozean, Gezeiten, Turbulenz und Dimensionsanalyse. In Hawaii folgten dann zusätzlich Strategien zur Nutzung des Ozeans.

## Ämter
An der Universität von Hawaii, Honolulu:
- Chair, Graduate Field of Study in Oceanography, 1984–1990;
- Chair, Department of Oceanography, 1984–1990;
- Acting Associate Dean, School of Ocean and Earth Science and Technology (SOEST), 1989–1991;
- Acting Dean, SOEST, 1999;
- Associate Dean, SOEST, 1992–2000;
- Director of Education, Marine Bioproducts Engineering Center, 2000–2001;
- Chair, Department of Oceanography, 2005–2006;
- Director, International Center for Climate and Society, ab 2003[bel 6];
- Executive Associate Director, International Pacific Research Center (IPRC), 1998–2008.

## Ehrungen
- Medaille der Universität Liége, Belgien, 1973[bel 3].
- PACON (Pacific Congress on Marine Science and Technology) Service Preis, 199
- PACON Internationaler Preis, 2000
- PACON Fellow Preis 2007[bel 3][bel 4][bel 7].
- Fellow, Marine Technology Society (MTS), 2001[bel 8].

## Publikationen
1. ↑  Wolfgang Krauss, Lorenz Magaard: Zum Spektrum der internen Wellen der Ostsee. In: Kieler Meeresforschungen. 17, 1961, p. 136–147.
2. ↑  Lorenz Magaard: Zur Theorie zweidimensionaler nichtlinear interner Wellen in stetig geschichteten Medien.. In: Kieler Meeresforschungen.  21, 1965, p. 22–23.
3. ↑  Lorenz Magaard: Ein Beitrag zur Theorie der internen Wellen als Störungen geostrophischer Strömungen.. In: Deutsche Hydrographische Zeitschrift. 21, 1968, p. 241–278.
4. ↑  Walter Zenk, Gerold Siedler, Peter C. Wille, Gerd  Wegner, Jörn Thiede, Volker Storch, Peter Speth, Eberhard Ruprecht, Manfred Ehrhardt, Bernt Zeitzschel: Early oceanography and the development of physical and chemical marine sciences in Kiel after World War II. In: "Deutsches Schiffahrtsarchiv, Wissenschaftliches Jahrbuch des Deutschen Schiffahrtsmuseums", Bremerhaven, 39, 2018, p. 53, (angegebenes Erscheinungsdatum 2016, aber tatsächlich veröffentlicht 2018) (ISSN 0343-3668, ISBN 978-3-86927-039-5).
5. ↑  Wolfgang Krauss, Lorenz Magaard: Zum System der Eigenschwingungen der Ostsee. In: Kieler Meeresforschungen. 18, 1962, p. 184–186.
6. ↑  Lorenz Magaard, Wolfgang Krauss: Spektren der Wasserstandsschwankungen der Ostsee im Jahre 1958. In: Kieler Meeresforschungen.  22, 1966, p. 155–162.
7. ↑  Lorenz Magaard: On the generation of internal gravity waves by a fluctuating buoyancy flux at the sea surface. In:  Geophysical Fluid Dynamics. 5, 1973, p. 101–111 doi:10.1080/03091927308236110.
8. ↑  Lorenz Magaard, William D. McKee: Semi-diurnal tidal currents at site-D. In: Deep-Sea Research. 20, 1973, p. 997–1009 doi:10.1016/0011-7471(73)90071-5.
9. ↑  William J. Emery, Lorenz Magaard: Baroclinic Rossby waves as inferred from temperature fluctuations in the Eastern Pacific. In:  Journal of Marine Research. 34, 1976, p. 365–385.
10. 1 2  Jim M. Price, Lorenz Magaard: Rossby wave analysis of the baroclinic potential energy in the upper 500 meters of the North Pacific. In: Journal of Marine Research. 38, 1980, p. 249–264.
11. ↑  Lorenz Magaard: On the potential energy of baroclinic Rossby waves in the North Pacific. In: Journal of Physical Oceanography. 13, 1983, p. 38–42.
12. ↑  Jim M. Price, Lorenz Magaard: Rossby wave analysis of subsurface temperature fluctuations along the Honolulu-San Francisco great circle. In: Journal of Physical Oceanography. 13, 1983, p. 258–268.
13. ↑  Laurence A. Mysak, Lorenz Magaard: Rossby wave driven Eulerian mean flows along non-zonal barriers, with application to the Hawaiian Ridge. In: Journal of Physical Oceanography. 13, 1983, p. 1716–1725.
14. ↑  William J. Emery, William G. Lee, Lorenz Magaard: Geographic and seasonal distributions of Brunt-Vaisala frequency and Rossby radii in the North Pacific and North Atlantic. In: Journal of Physical Oceanography. 14, 1984, p. 294–317.
15. ↑  Jim M. Price, Lorenz Magaard: Interannual baroclinic Rossby waves in the mid-latitude North Atlantic. In: Journal of Physical Oceanography. 16, 1986, p. 2061–2070.
16. ↑  Federico Graef, Lorenz Magaard: Reflection of nonlinear baroclinic Rossby waves and the driving of secondary mean flows. In: Journal of Physical Oceanography. 24, 1994, p. 1867–1894.
17. ↑  Klaus Wyrtki, Lorenz Magaard, James Hager: Eddy energy in the oceans. In:  Journal of Geophysical Research. 81, 1976, p. 2641–2646.
18. ↑  Jae-Yul Yun, Jim M. Price, Lorenz Magaard: Radiating instability of non-zonal oceanic shear flows with application to the Kuroshio Extension Current. In: Journal of Physical Oceanography 25, 1995, p. 1788–1804.
19. ↑  Jae-Yul Yun, Jim M. Price, Lorenz Magaard: Recalculated radiating instabilities using the correct matching and boundary conditions. In: Journal of Physical Oceanography. 25, 2000, p.1788–1804.